# Шпангдалем
Шпангдалем (нім. Spangdahlem) — громада в Німеччині, розташована в землі Рейнланд-Пфальц. Входить до складу району Бітбург-Прюм. Складова частина об'єднання громад Шпайхер.
Площа — 13,44 км2. Населення становить 1005 ос. (станом на 31 грудня 2020).